# Nannophlebia mudginberri
Nannophlebia mudginberri är en trollsländeart som beskrevs av Watson och Günther Theischinger 1991. Nannophlebia mudginberri ingår i släktet Nannophlebia och familjen segeltrollsländor. Inga underarter finns listade i Catalogue of Life.